# Bratpfannen- und Banjowelse
Bratpfannen- und Banjowelse (Aspredinidae) kommen in Südamerika in Süßgewässern, teilweise auch im Brackwasser vor. Sie sind weit verbreitet und kommen im Río Magdalena, dem Stromgebieten des Orinoko, im Amazonasbecken, im Rio São Francisco und im Stromgebiet von Río Paraguay und Río Paraná vor.

## Merkmale
Sie haben einen stark verbreiterten, dorsoventral abgeplatteten Vorderkörper und einen langen, dünnen Schwanzstiel. Der Körper ist schuppenlos, die Haut ist rau und an den Körperseiten mit in Längsreihen angeordneten, verhornten Tuberkeln besetzt. Die Kiemenöffnung ist zu einem kleinen Schlitz reduziert. Eine Fettflosse fehlt, ebenso fehlt den meisten Arten ein Stachelstrahl in der Rückenflosse. Die Schwanzflosse wird von zehn oder weniger Flossenstrahlen gestützt.

## Lebensweise
Bratpfannen- und Banjowelse sind träge dämmerungs- und nachtaktive Tiere, die den Tag meist vergraben im Bodengrund verbringen. Sie sind wahrscheinlich Allesfresser. Bei Magenuntersuchungen fand man wasserlebende Wirbellose, Landinsekten und Detritus. Amaralia ist ein Nahrungsspezialist, der eventuell nur von den Gelegen der im gleichen Lebensraum vorkommenden Harnischwelsen lebt. Die Fortpflanzung der Bratpfannen- und Banjowelse ist nur ungenügend bekannt. Die Weibchen von Aspredo, Aspredinichthys, Platystacus und Pterobunocephalus tragen die Eier an ihrer Bauchseite geheftet mit sich herum, wobei sie bei Pterobunocephalus direkt am Bauch befestigt sind, bei den übrigen drei Gattungen aber auf fleischigen Stielen (Cotylephoren) sitzen, die sich nur während der Fortpflanzungszeit entwickeln und eventuell dem Nährstofftransport zwischen Muttertier und Eiern dienen. Bunocephalus coracoideus laicht in flachen Gruben im Gewässergrund. Seine Eizahl ist sehr groß.

## Äußere Systematik
Die nächsten Verwandten der Bratpfannen- und Banjowelse innerhalb der Welsartigen wurde und wird kontrovers diskutiert. Verschiedene südamerikanische, afrikanische und asiatische Welsfamilien wurden als mögliche Schwestergruppen genannt. Eine jüngere Untersuchung auf der Grundlage von DNA-Sequenzierungen stellt die Bratpfannen- und Banjowelse in einem Schwestergruppenverhältnis mit den neotropischen Dornwelsen (Doradidae) und Falschen Dornwelsen (Auchenipteridae), die als Überfamilie Doradoidea vereint werden.

## Innere Systematik
Die Bratpfannen- und Banjowelse werden in drei Unterfamilien, 13 Gattungen und 39 Arten unterteilt.

### Unterfamilie Banjowelse
Die Banjowelse (Aspredininae) leben in den drei Guyanas und in Brasilien. Einige Arten gehen auch ins Brackwasser. Banjowelse besitzen eine sehr lange Afterflosse mit 50 und mehr Flossenstrahlen. Ihr Schwanzstiel ist kürzer als der der Bratpfannenwelse. Banjowelse werden 20 bis 38 Zentimeter lang.
- Gattung Acanthobunocephalus
  - Acanthobunocephalus nicoi Friel, 1995
  - Acanthobunocephalus scruggsi Carvalho & Reis, 2020
- Gattung Aspredo
  - Aspredo aspredo (Linnaeus, 1758)
- Gattung Aspredinichthys
  - Aspredinichthys filamentosus
  - Aspredinichthys tibicen
- Gattung Platystacus
  - Platystacus cotylephorus Bloch, 1794

### Unterfamilie Bratpfannenwelse
Die Bratpfannenwelse (Bunocephalinae) kommen im tropischen Südamerika, östlich der Anden, südlich bis zur Nordgrenze Uruguays, im Río Magdalena und im Maracaibo-See vor. Die dämmerungsaktiven Tiere bevorzugen flache, schnell fließende Bäche. Bratpfannenwelse besitzen eine kurze Afterflosse, einen längeren Schwanzstiel mit einer reduzierten Muskulatur und einer gerade abschließenden Schwanzflosse. Sie können sich nach dem Düsenprinzip fortbewegen, indem sie das Wasser aus den Kiemen schnell ausstoßen. Bratpfannenwelse sind kleine Fische, die meist unter zehn Zentimeter Länge bleiben. Sie sind Allesfresser. Zur Fortpflanzung graben sie flache Mulden in den Gewässergrund.
- Gattung Amaralia
  - Amaralia hypsiura (Kner, 1855)

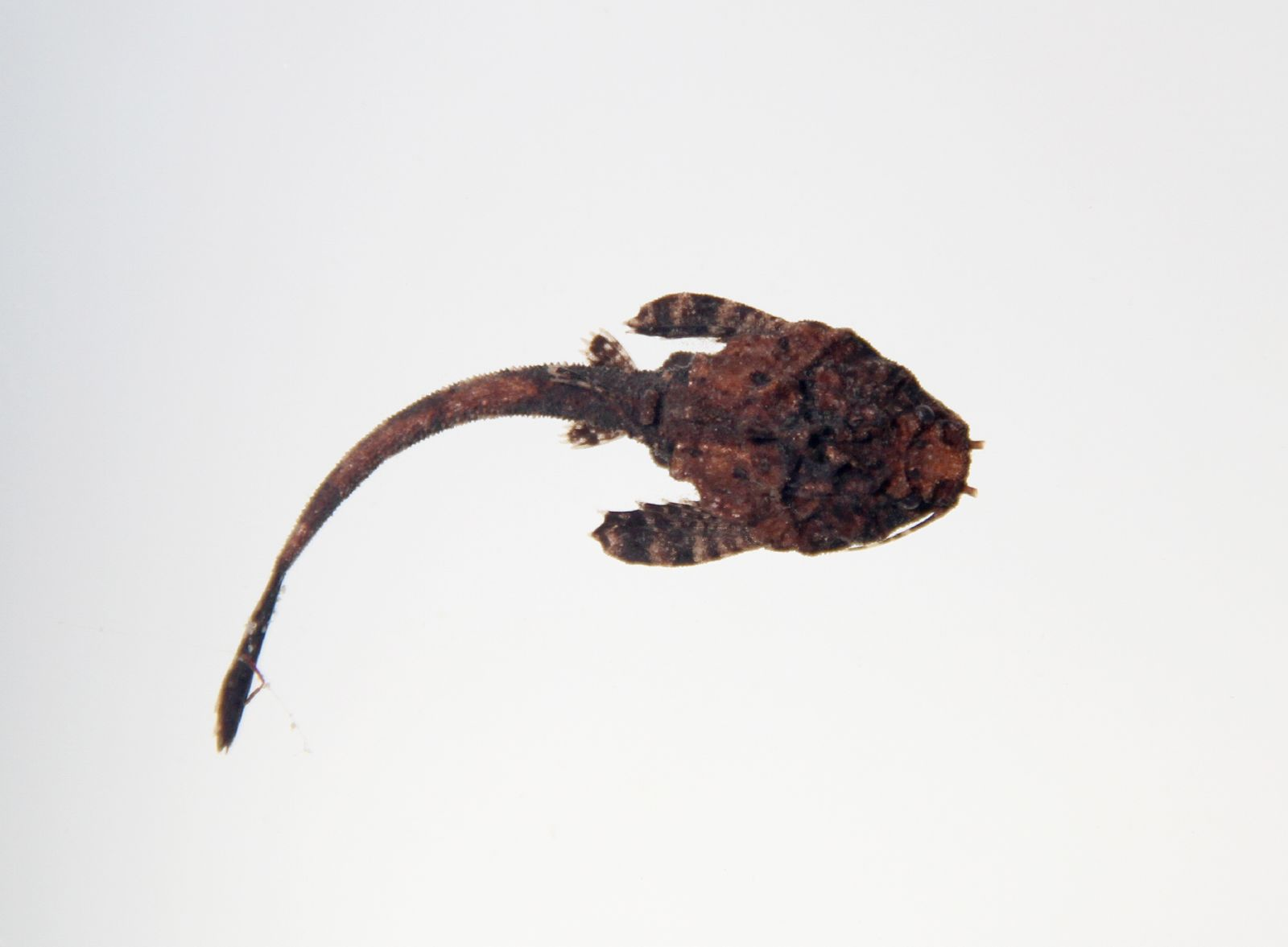
Bunocephalus sp.

  - Amaralia oviraptor Friel & Carvalho, 2016
- Gattung Bunocephalus
  - Bunocephalus aleuropsis Cope, 1870
  - Bunocephalus amaurus Eigenmann, 1912
  - Bunocephalus chamaizelus Eigenmann, 1912
  - Bunocephalus colombianus Eigenmann, 1912
  - Zweifarbiger Bratpfannenwels (Bunocephalus coracoideus) (Cope, 1874)
  - Bunocephalus doriae Boulenger, 1902
  - Bunocephalus erondinae Cardoso, 2010
  - Bunocephalus hartti Carvalho et al., 2015
  - Bunocephalus knerii Steindachner, 1882
  - Bunocephalus larai Ihering, 1930
  - Bunocephalus minerim Carvalho et al., 2015
  - Großkopf-Bratpfannenwels (Bunocephalichthys verrucosus) (Walbaum, 1792)
- Gattung Micromyzon
  - Micromyzon akamai Friel & Lundberg, 1996
  - Micromyzon orinoco Carvalho et al., 2016
- Gattung Pseudobunocephalus Friel, 2008
  - Pseudobunocephalus amazonicus (Mees, 1989)
  - Pseudobunocephalus bifidus (Eigenmann, 1942)
  - Pseudobunocephalus iheringii (Boulenger, 1891)
  - Pseudobunocephalus lundbergi Friel, 2008
  - Pseudobunocephalus quadriradiatus (Mees, 1989)
  - Pseudobunocephalus rugosus (Eigenmann & Kennedy, 1903)
- Gattung Pterobunocephalus
  - Pterobunocephalus depressus
  - Pterobunocephalus dolichurus

### Unterfamilie Hoplomyzontinae
Zusätzlich zu den alten Unterfamilien ist eine dritte, die Hoplomyzontinae aufgestellt worden. Ihr wurden Gattungen zugeordnet, die vorher zu den Bunocephalinae gehörten.
- Gattung Dupouyichthys
  - Dupouyichthys sapito Schultz, 1944
- Gattung Ernstichthys
  - Ernstichthys anduzei Fernández-Yépez, 1953
- Gattung Hoplomyzon
  - Hoplomyzon atrizona
  - Hoplomyzon cardosoi Carvalho et al., 2017
  - Hoplomyzon papillatus
  - Hoplomyzon sexpapilostoma
- Gattung Xyliphius
  - Xyliphius anachoretes Figueiredo & Britto, 2010
  - Xyliphius barbatus
  - Xyliphius kryptos
  - Xyliphius lepturus
  - Xyliphius lombarderoi
  - Xyliphius magdalenae
  - Xyliphius melanopterus
  - Xyliphius sofiae Sabaj et al., 2017